# Frederick Nanka-Bruce
Frederick Victor Nanka-Bruce (* 9. Oktober 1878; † 13. Juli 1953) war ein Mediziner, Journalist und Politiker in der ghanaischen Goldküste und war nach Benjamin Quartey-Papafio und Ernest James Hayford der dritte Afrikaner, der Medizin studierte.

## Früheres Leben und Familie
Frederick Victor Bruce war ein Sohn von Alexander Bruce, einem Mechaniker in Accra, und Christina Reindorf. Bruce war der Sprössling zweier prominenter Familien: der Bruces und der Reindorfs. Die Bruces waren eine prominente Ga-Familie aus James Town (britisch: Accra), während die Reindorfs aus Osu stammten. Sein Vater war ein Nachkomme eines prominenten Händlers, Robert William Walace Bruce, während seine Mutter eine Verwandte eines Katechets der Basler Mission, Carl Christian Reindorf, war. 
Nanka-Bruce besuchte eine öffentliche Schule in Accra die Wesleyan Boys’ High School in Lagos. Er war von 1899 bis 1900 Mitglied der Kumasi-Expedition. Ab 1901 studierte er Medizin an der University of Edinburgh. 1906 schloss er sein Studium ab und kehrte 1907 nach Accra zurück.

## Politische Karriere
Nanka-Bruce baute sich in Accra eine Privatpraxis auf und war Regierungsberater für öffentliche Gesundheit. 1918 gründete er die Zeitung „The Gold Coast Independent“. Er war ein Mitglied des Legislativrates. 1935 wurde er mit dem O.B.E. ausgezeichnet. 1933 war er Mitbegründer und der erste Vorsitzende der Gold Coast Medical Practitioners Union, und 1951  Mitbegründer und der erste Vorsitzende der ghanaischen Sektion der British Medical Association; nach Nanka-Bruce's Tod fusionierten die beiden Organisationen zur Ghana Medical Association.
Seine Schwester Florence, und nach deren frühen Tod seine andere Schwester Emma, waren Ehefrauen von Thomas Hutton-Mills. Frederick Nanka-Bruce verstarb am 13. Juli 1953.